# Nectavigne

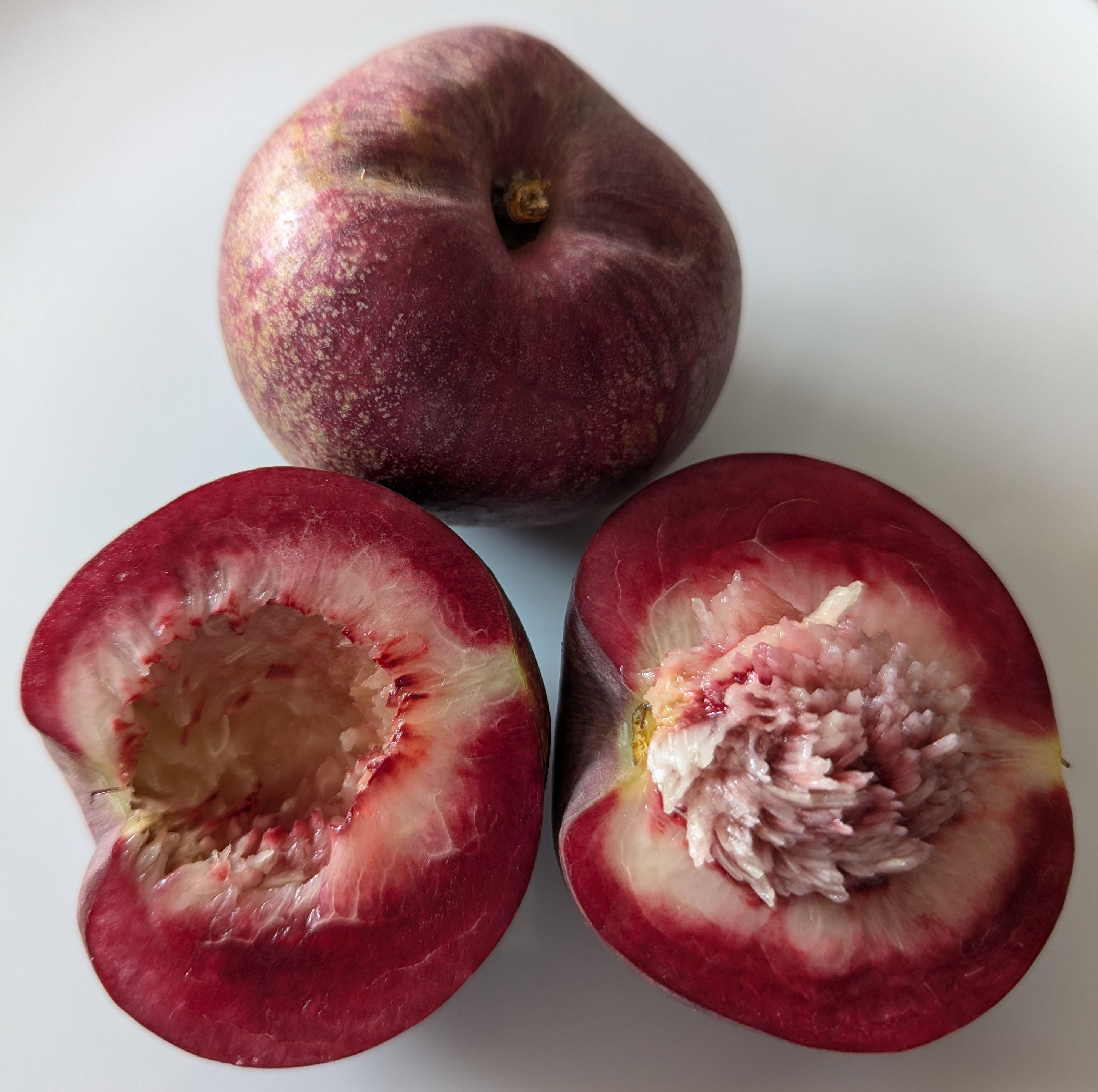
Nectavigne

La Nectavigne est un fruit produit par un arbre hybride de la famille des rosacées, issu du croisement entre la nectarine et la pêche de vigne du Lyonnais.

## Histoire
Le pêcher de vigne est utilisé par les vignerons du vignoble lyonnais comme plante indicatrice depuis plus de 250 ans. En effet, il est particulièrement sensible et était le premier à réagir à certaines maladies, comme l'oïdium. Ces pêchers produisaient également un petit fruit très duveteux communément appelé « pêche de vigne », « pêche vineuse », ou encore « pêche sanguine », en raison de sa chair pourpre.
C'est dans les années 1970 que commença un programme d'hybridation afin de croiser la pêche de vigne et la nectarine. Le concepteur de fruits français René Monteux-Caillet a ainsi développé un fruit commercialisable avec une peau lisse comme celle de la nectarine et une plus grande teneur en pulpe à partir d'une plante discrète à petits fruits avec un rapport fruits/masse nutritive défavorable.
Le programme d'hybridation a abouti à de premières plantations dans les années 90 et n'est véritablement disponible sur le marché que depuis 2004, des premiers tests commerciaux ayant cependant été réalisés dès 2001 en région lyonnaise. Les arbres ne sont plantés qu'en France, dans son terroir d'origine, dans le Lyonnais et au sud de la vallée du Rhône.
La production est en constante augmentation, de 500 tonnes produites à ses débuts en 2004, elle est passée à 1400 tonnes en 2020 et 2000 tonnes en 2023

## Caractéristiques

### Goût et parfum
Le goût de la nectavigne est acidulé et très sucré avec un soupçon d'amertume et d'arôme de framboise. Le fruit est très aromatique. 

### Apparence
La peau de la nectavigne est lisse et fine, son épiderme pigaillé, indicateur de sa forte teneur en sucre. Comme pour la nectarine  dont elle est issue, l'absence de poils de la nectavigne est due à l'absence de l'assise L1 du méristème apical caulinaire, à la suite d'une mutation naturelle. Sa chair, ferme est juteuse, est dite sanguine. Bicolore, elle est blanche contre le noyau et va du rouge vif au violacé pourpre, ou lie de vin, sur sa moitié extérieure. Son apparence ressemble à celle d'une nectarine dont tous les pigments jaunes ont été retirés. Les fruits ont un diamètre de 7 à 10 cm.

## Période de maturité des fruits
Les fruits sont mûrs entre juillet et mi-septembre.